# اعداد موافق

## اعداد متحابه(بهانگلیسی:amicable numbers)دو عدد هستند که جمع‌مقسوم علیههای یکی به غیر از خودش برابر دیگری باشد.
اعداد متحابه، "دنبالهٔ عادکننده” ای (به انگلیسی: aliquot sequence) با دو جمله تشکیل می‌دهند. (دنبالهٔ عادکننده دنباله ای است که هر عدد مجموع مقسوم علیه های عدد قبلی، غیر از خودش، می‌باشد) درضمن، یک "عدد کامل" (به انگلیسی: perfect number)(که خودش مجموع مقسوم علیه هایش، به غیر از خودش، می‌باشد) یک دنبالهٔ عادکننده یک جمله ای تشکیل می‌دهد. اعدادی که جزوی از دنبالهٔ عادکننده ای با تعداد جملات بیش از ۲ هستند، “اعداد اجتماعی”(به انگلیسی: sociable numbers) نامیده می‌شوند.
اولین زوج‌های موافق به ترتیب عبارت اند از: (۲۲۰، ۲۸۴), (۱۱۸۴، ۱۲۱۰), (۲۶۲۰، ۲۹۲۴), (۵۰۲۰، ۵۵۶۴), (۶۲۳۲، ۶۳۶۸)

## تاریخچه
اعداد متحابه نزد پیروان مکتب فیثاغوری شناخته شده بودند و آن‌ها به این اعداد ویژگی‌های عرفانی نسبت داده بودند.
فرمولی برای یافتن این اعداد توسط ثابت بن قره(۲۲۱-۲۲۸ق) کشف شد. ریاضی دانان عرب دیگری چون مسلمه المجریطی (۳۵۰-۴۰۹ ه. ق)، ابن طاهر بغدادی (۳۶۹- ۴۲۸ ه. ق.) و کمال‌الدین فارسی (۶۶۵- ۷۱۸ ه. ق.) نیز در مورد اعداد متحابه مطالعه کردند.
ریاضی دان ایرانی، محمد باقر یزدی، زوج (۹۳۶۳۵۸۴، ۹۴۳۷۰۵۶) را یافت، علی‌رغم اینکه کشف این زوج معمولاً به دکارت نسبت داده شده.
قاعده ثابت بن قره دوباره توسط پییر دو فرما (۱۶۰۱–۱۶۶۵ م.) و دکارت (۱۵۹۶– ۱۶۵۰ م.) کشف شد که معمولاً به آن‌ها نسبت داده شده‌است. این قاعده بعدها توسط لئونارد اویلر کامل تر شد و در سال ۱۹۷۰ توسط "بورهو" (به انگلیسی: Borho) باز هم کامل تر شد. پییر دو فرما و دکارت همچنین زوج‌هایی موافق را کشف کردند که قبل تر توسط ریاضی دانان عرب کشف شده بود. کوچکترین زوج بعدی، (۱۱۸۴، ۱۲۱۰) در سال ۱۸۶۶ توسط B. Nicolò I. Paganini کشف شد.
در سال ۱۹۴۶، ۳۹۰ زوج کشف شده بودند اما ظهور کامپیوتر، کشف هزاران زوج دیگر را میسر کرد. در سال ۲۰۰۷ حدود ۱۲٬۰۰۰٬۰۰۰ زوج شناخته شده بودند.

## یافتن اعداد متحابه
برای یافتن اعداد متحابه، قواعدی کشف شده‌اند که می‌توان با آن‌ها تعدادی از زوج‌های موافق را پیدا کرد.

### قاعده “ثابت بن قره”
اولین قاعده “قاعده ثابت بن قره” هست که طبق آن:
```
   p = ۳ × ۲
n − ۱
 − ۱,
   q = ۳ × ۲
n
 − ۱,
   r = ۹ × ۲
۲n − ۱
 − ۱
```

که در آن، n>۱ عدد صحیح و p و q و r عدد اولاند. در نتیجه ۲n×p×q و ۲n×r زوجی موافق‌اند.
این قاعده، زوج‌های (۲۲۰، ۲۸۴) (۱۷۲۹۶، ۱۸۴۱۶) (۹۳۶۳۵۸۴، ۹۴۳۷۰۵۶) به ترتیب با nهای ۲، ۴ و ۷ را بدست می‌دهد، ولی هیچ زوج موافق دیگری هنوز با آن پیدا نشده.
اعدادی به شکل ۳ × ۲n − ۱ به “اعداد ثابت” (منظور از ثابت، ثابت بن قره هست) معروف‌اند. برای این که این قاعده یک زوج موافق بدست بدهد، دو عدد ثابت متوالی باید عدد اول باشند.

### قاعده “اویلر”
قاعده اویلر حالت کلی تر قاعده “ثابت بن قره” است.
```
   p = (۲
(n - m)
+۱) × ۲
m
 − ۱,
   q = (۲
(n - m)
+۱) × ۲
n
 − ۱,
   r = (۲
(n - m)
+۱)۲ × ۲
m + n
 − ۱,
```

در این فرمول، n>m>۰ عدد صحیح و p و q و r عدد اولاند. ۲n×p×q و ۲n×r نیز دو عدد متحابه اند که بدست می‌آیند.
قاعده “ثابت بن قره” مشابه حالتی از قاعده اویلر است که m=n-۱.
با قاعده اویلر، دو زوج (۱٬۸), (۲۹٬۴۰) نیز پیدا شده‌اند اما هنوز هیچ زوج دیگری به وسیلهٔ این قاعده یافته نشده‌است.

### استفاده از “رایانه”
البته امروزه می‌توان به وسیلهٔ رایانه، تک تک اعداد طبیعی را برای داشتن این شرط بررسی کرد:
کد چنین برنامه‌ای در زبان c# به شکل زیر است:

(به انگلیسی: [] Error: {{Lang}}: فاقد متن (راهنما))
class Program
```
   {
       static Int64 Sum1(Int64 unknum1)
       {
           Int64 s = 0;
           for (int i = 1; i <unknum1; i++)
           {
               if (unknum1 % i == 0)
               {
                   s = s + i;
               }
           }
           unknum1 = s;
           return unknum1;
       }
       static void Main(string[] args)
       {
           Console.WriteLine("Wellcome  , Amicable Numbers");
           Int64 blvd1 = 1;
           for (int i = 0; i> -99; i++)
           {
               if (blvd1 <Sum1(blvd1))
               {
                   blvd1 = Sum1(blvd1) + 1;
               }
               else
               {
                   blvd1++;
               }
               while (blvd1 != Sum1(Sum1(blvd1)))
               {
                   blvd1++;
               }
               Console.WriteLine("{1}  :  {0}", Sum1(blvd1), Sum1(Sum1(blvd1)));
            
               if (i>= 11)
               {
                   Console.WriteLine("Please wait a little , next number is too large to be calculate fast");
                   Console.WriteLine("Wait...");
               }
           }
```

خروجی برنامه بدین شرح است خواهد بود وتا اعداد بسیار بزرگتر را نیز به مرور زمان بررسی خواهد کرد اما هرچه اعداد بزرگتر می‌شوند، زمان مورد نیاز برای بررسی اعداد بسیار بیشتر می‌شود:
6 : 6

28 : 28

220 : 284

496 : 496

1184 : 1210

2620 : 2924

5020 : 5564

6232 : 6368

8128 : 8128

10744 : 10856

12285 : 14595

17296 : 18416

Please wait a little , next number is too large to be calculate fast

## زوج‌های باقاعده
اگر (m,n) زوجی متحابه باشد که m>n آنگاه m=gM و n=gNرا در نظر بگیرید که g بزرگترین مقسوم علیه مشترک m و n است. اگر M و N هردو نسبت به g متباین و همچنین هردو بر هیچ مربع کاملی بخش پذیر نباشند (به عددی که به هیچ مربع کاملی بخش پذیر نیست،
square free numbers می‌گویند)، این زوج موافق، با قاعده و در غیر این صورت بی قاعده‌است.
اگر (m,n) زوجی با قاعده باشد و i و j به ترتیب عوامل اول M و N باشند، آنگاه (m,n) زوجی از نوع (i,j) نامیده می‌شود. مثلاً اگر(m,n)=(۲۲۰٬۲۸۴)، بزرگترین مقسوم علیه مشترک آن‌ها ۴ است، پس M=۵۵ و N=۷۱ می‌باشند، پس (۲۲۰، ۲۸۴) زوجی با قاعده از نوع (۲، ۱)می‌باشد.

## نتایج دیگر
1. تمام روج‌ اعداد متحابۀ شناخته شده، یا هردو زوج یا هردو فرد اند، هنوز نمی‌دانیم که آیا زوجی موافق به صورت زوج-فرد وجود دارد یا خیر. اگر چنین زوجی وجود داشته باشد، عدد زوج باید یک مربع کامل یا دو برابر آن باشد و عدد فرد نیز، یک مربع کامل باشد.
2. اعداد هر زوج، حد اقل یک عامل مشترک بزرگتر از یک دارند.
3. هنوز نمی‌دانیم آیا زوج اعداد متحابۀ متباینی وجود دارد یا خیر، ولی اگر چنین باشد، حاصلضرب آن دو باید بیشتر از ۱۰۶۷ باشد، درضمن چنین زوجی نمی‌تواند از قاعده “ثابت بن قره” یا قاعده‌ای مشابه بدست آمده باشد.